# 弗洛雅克加尔
弗洛雅克加尔（法語：Flaujac-Gare，法語發音：[floʒak ɡaʁ]）是法国洛特省的一个市镇，属于菲雅克区。

## 地理
弗洛雅克加尔（44°42'33"N, 1°46'38"E）面积8.09 平方千米，位于法国奧克西塔尼大區洛特省，该省份为法国西南部内陆省份，北起顺时针与科雷兹省、康塔爾省、阿韦龙省、塔恩-加龙省、洛特-加龍省和多尔多涅省接壤。
与弗洛雅克加尔接壤的市镇（或旧市镇、城区）包括：迪尔邦、伊桑多吕、雷亚克、圣西蒙、泰米讷。

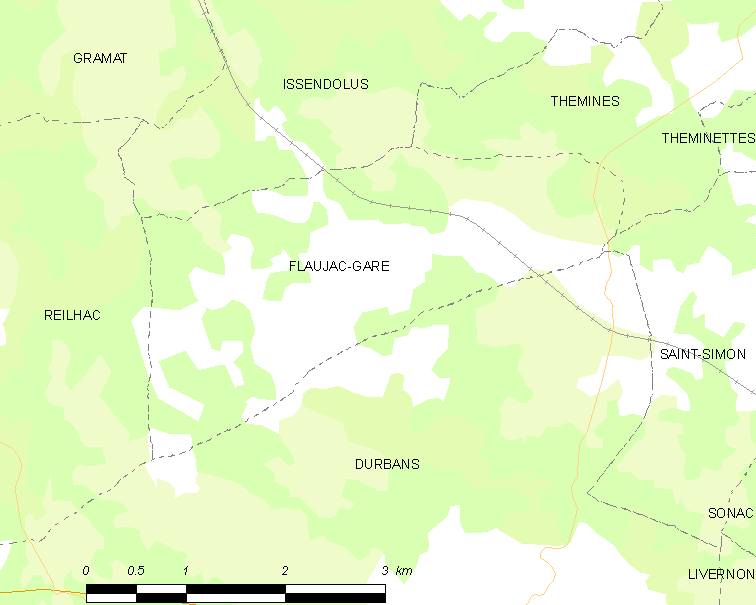
弗洛雅克加尔的OSM定位图

弗洛雅克加尔的时区为UTC+01:00、UTC+02:00（夏令时）。

## 行政
弗洛雅克加尔的邮政编码为46320，INSEE市镇编码为46104。

## 政治
弗洛雅克加尔所属的省级选区为格拉马县。

## 人口

1962-2008年间弗洛雅克加尔人口变化图示

弗洛雅克加尔于2022年1月1日时的人口数量为86人。